# Блењи ле Каро
Блењи ле Каро (фр. Bleigny-le-Carreau) насеље је и општина у источном делу централне Француске у региону Бургоња, у департману Јон која припада префектури Осер.
По подацима из 2011. године у општини је живело 305 становника, а густина насељености је износила 29,64 становника/km². Општина се простире на површини од 10,29 km². Налази се на средњој надморској висини од 275 метара (максималној 291 m, а минималној 149 m).

## Демографија
| 1962. | 1968. | 1975. | 1982. | 1990. | 1999. | 2011. |
| ----- | ----- | ----- | ----- | ----- | ----- | ----- |
| 169   | 174   | 232   | 232   | 232   | 237   | 305   |

График промене броја становника у току последњих година